# Limnichthys polyactis
Limnichthys polyactis is een straalvinnige vissensoort uit de familie van zandduikers (Creediidae). De wetenschappelijke naam van de soort werd voor het eerst geldig gepubliceerd in 1978 door Nelson.